# Yan Couto
Yan Bueno Couto (* 3. Juni 2002 in Curitiba) ist ein brasilianischer Fußballspieler. Er steht bei Borussia Dortmund unter Vertrag und ist brasilianischer Nationalspieler.

## Karriere

### Verein
2012 wurde Couto Teil der Jugendmannschaft des Coritiba FC. 2019, als er immer noch für die Jugendabteilung spielte, wurde er von The Guardian als einer der 60 besten Talente im Weltfußball ausgezeichnet.
Durch seine Leistungen bei der U-17-Weltmeisterschaft 2017 waren mehrere europäische Vereine an ihm interessiert. Im Winter 2020 stand Couto kurz vor einem Wechsel zum FC Barcelona, nach Gesprächen mit Pep Guardiola wechselte er jedoch schließlich für sechs Millionen Euro Ablöse zu Manchester City. Kurz nach seinem Wechsel wurde er an Citys Partnerklub FC Girona verliehen, um in der zweiten spanischen Liga Spielpraxis zu sammeln. Am 14. November 2020 gab er bei der 0:1-Heimniederlage gegen RCD Mallorca sein Debüt für Girona, als er in der 52. Spielminute für Aday Benítez eingewechselt wurde. Im März 2021 belegte Couto Platz 35 in der Liste mit den 50 größten Talenten im Weltfußball von Goal.com.
Nach weiteren Leihen, erneut nach Girona sowie auch nach Portugal zu Sporting Braga, wechselte der Verteidiger für die Saison 2024/25 nach Deutschland, wo er leihweise für den Bundesligisten Borussia Dortmund aufläuft.

### Nationalmannschaft
Während der U-17-Weltmeisterschaft 2017 erlangte Couto mit der brasilianischen Mannschaft international Aufmerksamkeit, als er im Finale Brasiliens Siegtor vorbereitete.
Im Länderspiel zur WM-Qualifikation 2026 gegen Venezuela am 12. Oktober 2023 bestritt Couto sein Debüt für die A-Auswahl. Er wurde in der 42. Minute für Danilo eingewechselt.

## Titel
- U17-Weltmeister: 2019

## Spielweise
Couto hat eine ähnliche Spielweise wie Dani Alves. Die größte Stärke des Rechtsverteidigers ist seine Geschwindigkeit, weshalb er auch den Spitznamen „Flash“ trägt.